# Joan Anton Maragall i Garriga
Joan Anton Maragall i Garriga és un economista i galerista català.
Estudià al Col·legi Alemany de Barcelona. Des de 1999 i durant catorze mesos, fou president del Cercle del Liceu, on havia sigut membre de la Junta de Govern i havia ocupat diverses responsabilitats. És president de la Sala Parés i de la Galeria Trama (Barcelona), i vocal de la Fundació Anne.

## Família
Joan Anton Maragall és fill de Joan-Anton Maragall i Noble i Carme Garriga i net del poeta Joan Maragall i de Clara Noble.
És nebot de Jordi Maragall i Noble, Ernest Maragall i Noble i Helena Maragall, així com cosí germà de Pasqual Maragall, 127è President de la Generalitat de Catalunya, Ernest Maragall i Mira, Pau Malvido, Jordi Maragall i Mira i Julio Maragall. És també oncle valencià de Cristina Maragall.